# Ob
Pour les articles homonymes, voir OB.
L'Ob ou Obi (en russe : Обь) est un fleuve de Russie (dont le bassin versant, d'une superficie presque égale à 3 000 000 km2, est le plus grand d'Asie et s'étend sur les territoires du Kazakhstan, de la Mongolie et de la Chine). Il est le plus occidental des trois grands cours d'eau de Sibérie. À l'instar de l'Ienisseï et de la Léna, l'Ob, né dans l'Altaï et se jetant par un vaste estuaire, le golfe de l'Ob, dans la mer de Kara, s'écoule vers l'océan Arctique  et arrose des espaces majoritairement caractérisés par les faibles altitudes, notamment lors de son passage dans la péninsule de Yamal.
Avec son long affluent, l'Irtych, le cours d'eau sibérien constitue une des plus longues artères fluviales du monde offrant un parcours de plus de 5 400 km. L'Ob et ses principaux tributaires, offrant des possibilités de navigation saisonnière, représentent une voie de communication majeure pour un espace au fort potentiel de développement mais, également, un axe de peuplement dominé par quelques grandes villes comme Novossibirsk, Iekaterinbourg et Omsk, puissants centres industriels. Le bassin du grand fleuve est, au cours des dernières décennies, devenu le principal lieu d'extraction d'hydrocarbures de la fédération de Russie. L'Ob transporte aussi les déchets de nombreuses industries chimiques situées sur son parcours, et plusieurs alertes à l'empoisonnement ont été déclenchées par le passé, notamment chez les populations nomades et autochtones de la péninsule de Yamal. Ces activités humaines, sources de richesse mais aussi de pollution, menacent des milieux naturels riches et variés, déjà fragilisés par le réchauffement climatique.

## Géographie

### Cours du fleuve

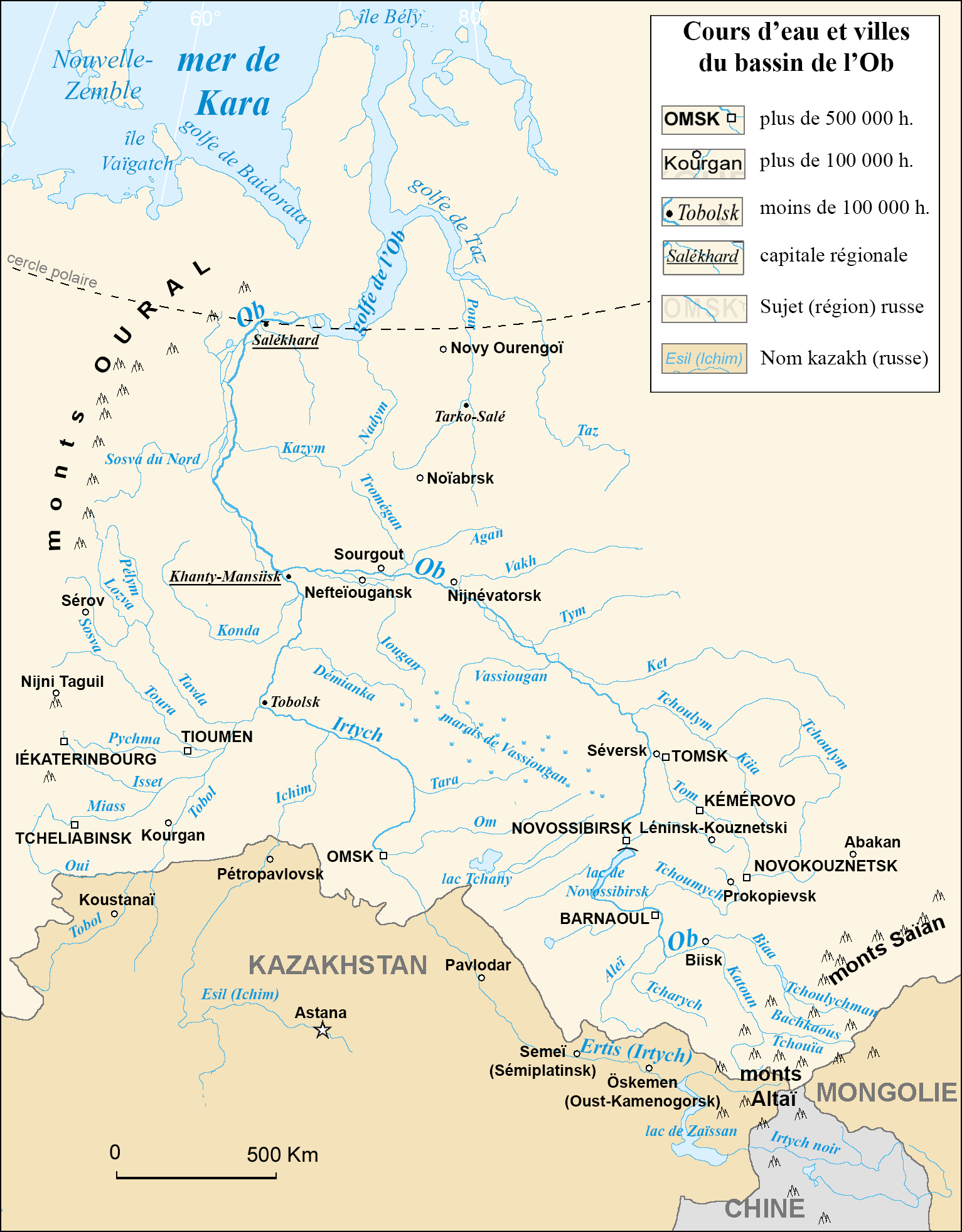
Bassin fluvial de l'Ob

L'Ob se présente comme un des plus longs cours d'eau du continent asiatique et du monde, toutefois les données statistiques concernant sa longueur totale peuvent fortement varier en fonction de la source considérée. Le cours principal de l'Ob, mesuré en aval de Biïsk sur le piémont des monts Altaï au confluent des rivières Katoun et Biia jusqu'à la tête de son estuaire en aval de Salekhard, atteint 3 650 km auquel il convient d'ajouter les 800 kilomètres de son estuaire, soit 4 450 km. Si, en revanche, la source de son principal affluent, l'Irtych, est considérée comme le point de départ d'une artère fluviale Ob-Irtych, la longueur totale atteint 5 410 km (6 210 km avec l'estuaire).

#### L'Ob supérieur
La partie supérieure du cours principal du fleuve s'étend du confluent de la Katoun et de la Biia jusqu'à la rencontre de l'Ob et de son affluent, le Tom, à une cinquantaine de kilomètres au nord-ouest de Tomsk.
La rencontre de deux rivières originaires des monts Altaï, la Katoun (aux eaux issues de la fonte des neiges des hauts sommets), à l'ouest, et la Biia (émissaire du lac Teletskoïe), à l'est, donnent naissance à l'Ob, en aval de Biïsk. Ces deux cours d'eau, d'une longueur respectives de 688 et 301 km, au débit soutenu, apportent 626 et 477 m3/s au fleuve naissant. L'Ob adopte, dans la première partie de son cours, une direction occidentale, et reçoit, en rive gauche, de nombreux affluents de faible longueur (comparativement à ceux de l'aval) parmi lesquels la Peschanaya, l'Anuy et la Charysh. Le fleuve présente encore une pente moyenne relativement forte de 2,5 ‰, mais son lit est déjà encombré de bancs de sable et d'îles. Après sa rencontre avec la rivière Charysh, il s'oriente vers le nord, prenant la direction de Barnaoul, la vallée ainsi que le lit mineur s'élargissent, l'Ob prenant définitivement son aspect de cours d'eau de plaine, après avoir reçu l'apport de l'Aleï, tributaire de rive gauche. À Barnaoul, l'Ob reprend une orientation occidentale, sa vallée s'élargit encore, mesurant entre 5 et 10 kilomètres de large avec une rive gauche plus escarpée que celle de droite ; son lit se complexifie (nombreux bras, présence de lacs) tandis que sa profondeur moyenne augmente. Le fleuve change à nouveau de direction à Kamen-na-Obi, reprenant une course orientée au nord-est, la vallée se rétrécit ne mesurant plus que 3 à 5 kilomètres de large avant que le cours d'eau n'entre dans l'immense réservoir de Novossibirsk. À partir de cette dernière ville, filant toujours vers l'Arctique, l'Ob entre dans une région forestière où dominent les bouleaux et les trembles, sa vitesse d'écoulement ralentit, sa vallée mesure près de 20 kilomètres de large en moyenne. Son cours supérieur s'achève lorsque le fleuve rencontre son puissant affluent de rive droite le Tom près de la ville de Tomsk.

#### L'Ob moyen
Cette partie du fleuve s'étend du confluent avec le Tom jusqu'à celui avec le principal affluent qu'est l'Irtych au cours de laquelle l'Ob coule selon une direction nord-ouest, puis franchement occidentale.
Au-delà de l'apport du Tom, le cours d'eau sibérien passe d'une direction nord-est à une orientation nord-ouest et reçoit toute une série d'affluents. Sur la rive gauche, les tributaires apparaissent de faible longueur (Chaya, Parabel), à l'exception du Vassiougan, en raison de la présence méridionale de la zone de drainage de l'Irtych. En rive droite, au contraire, les cours d'eau ont la possibilité de développer de plus importants bassins hydrographiques, l'Ob reçoit successivement les apports du Tchoulym, de la Ket, du Tym, de la Vakh et de l'Agan ; le premier de ceux-ci développant un cours de 1 800 km et apportant près de 800 m3/s au fleuve. À partir de sa rencontre avec l'Agan, le fleuve adopte une direction occidentale, reçoit de nombreux affluents de longueur moyenne : en rive droite, le Tromégan, le Liamine et le Nazym, en rive gauche, la Grande Iougan et le Grand Salym avant de confluer avec son principal tributaire, l'Irtych près de Khanty-Mansiïsk. Ce dernier, né dans les montagnes de Mongolie, présente une longueur largement supérieure à l'Ob avec ses 4 248 km mais en raison de la faiblesse des précipitations tombant sur son bassin hydrographique, se caractérise par un débit faible (moins de 3 000 m3/s).
À partir de sa rencontre avec le Vassiougan, l'Ob entre dans le domaine de l'immense taïga sibérienne. Sa pente devient très faible et sa vallée s'élargit une nouvelle fois pour atteindre de 30 à 50 kilomètres alors que le lit principal du fleuve large d'un kilomètre lors des étiages peut atteindre trois kilomètres lors de la période des hautes eaux. La profondeur du lit ne descend guère à moins de 4 à 8 mètres durant les basses eaux. En période de crue, l'Ob sort de son lit mineur et inonde la vallée sur plusieurs dizaines de kilomètres pendant deux à trois mois.

#### L'Ob inférieur

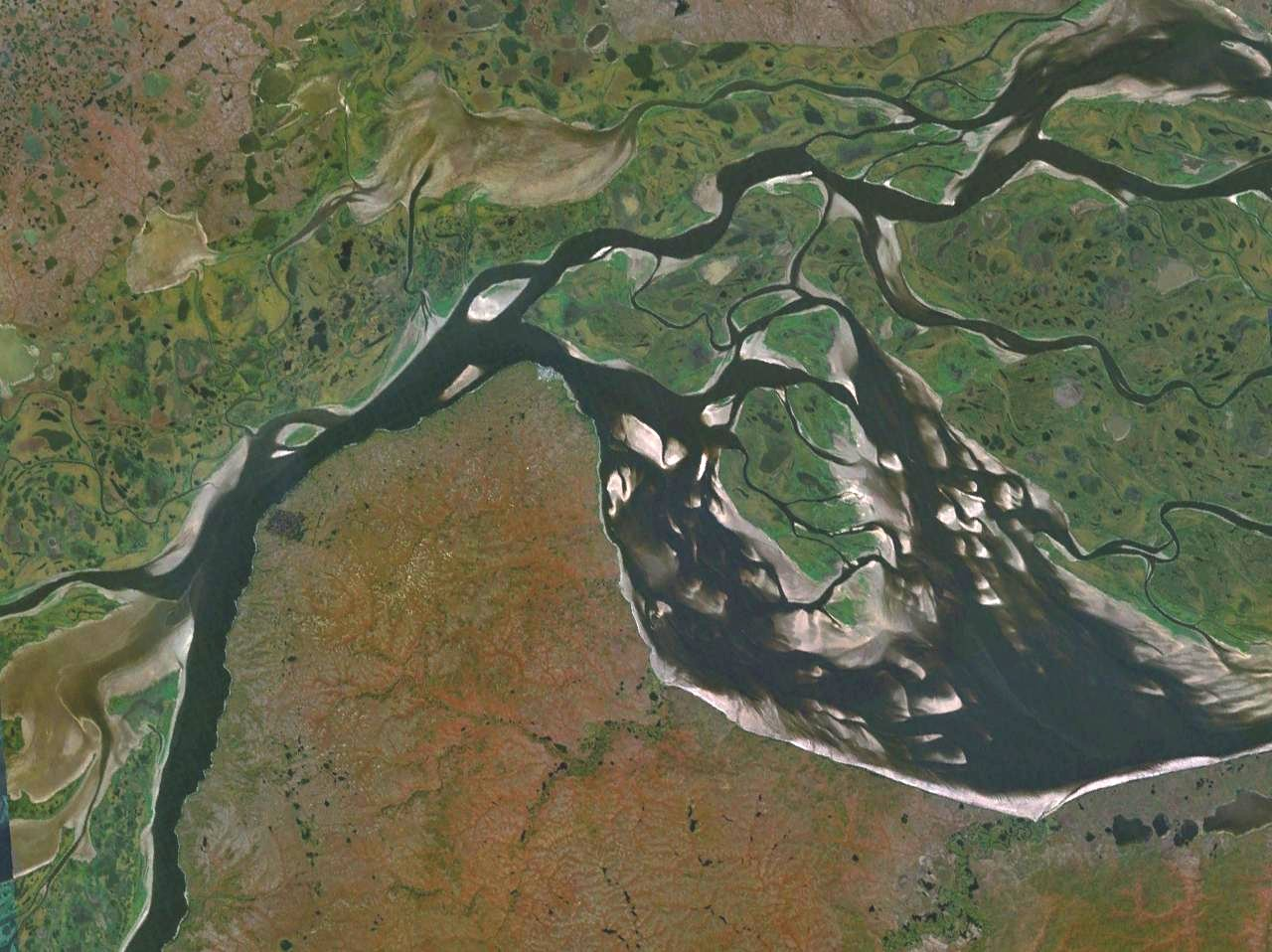
Image satellite du delta de l'Ob.

Cette dernière partie du cours commence après le confluent avec l'Irtych, l'Ob quittant sa direction occidentale pour s'orienter nord-nord-est jusqu'à Peregrebnoye avant d'adopter, après cette ville, une orientation franchement septentrionale. Le fleuve franchit durant sa course la limite nord de la taïga avant de pénétrer dans le milieu de la toundra au niveau de son delta. Dans une vallée large de 30 kilomètres, dominée par des hauteurs de médiocre altitude sur la rive droite, le cours d'eau s'écoule lentement se divisant, peu avant Peregrebnoye en deux bras : le grand (Bolchaïa) Ob à droite, le petit (Malaïa) Ob à gauche. Chacun de ses bras reçoit des affluents, la Kounovat et le Kazym pour le premier nommé, la Synia et la Sosva du Nord pour le second. Avant d'arriver à Chourychkary, le fleuve retrouve un lit unique large de 19 kilomètres et profond de 40 mètres. Après le confluent, au-delà de Salekhard, avec le Poluy, l'Ob se divise à nouveau en deux bras, le Khamanelsk Ob (gauche) et le Nadym Ob (droit) pour former un delta.
Ce delta s'ouvre sur le golfe de l'Ob (en russe Obskaïa Gouba), qualifié aussi d'estuaire, long de 800 kilomètres et large de 30 à 100 qui possède sa propre zone de captage, couvrant une superficie de 105 000 km2, avant sa rencontre avec la mer de Kara. Sur la côte orientale, s'ouvre un diverticule, le golfe du Taz, embouchure du cours d'eau éponyme, qui draine le district autonome de Iamalo-Nénétsie et possède un bassin versant de 150 000 km2 pour une longueur supérieure à 1 400 km. Le golfe (ou estuaire) de l'Ob, peu profond (de 10 à 12 mètres), entaille les péninsules de Yamal et de Gyda; le littoral oriental est fortement escarpé tandis que celui de l'occident est bas et marécageux.

### Hydrographie

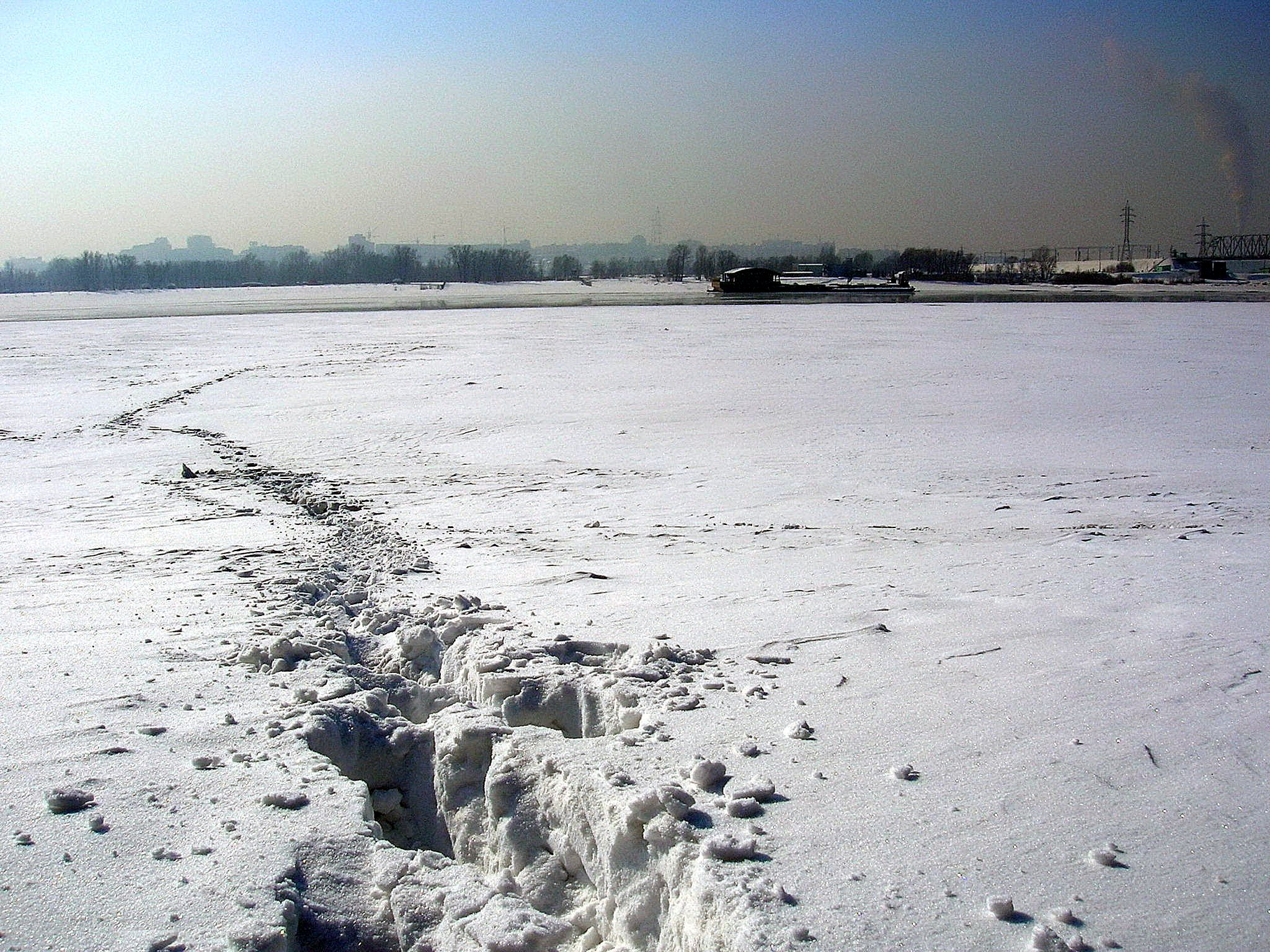
L'Ob gelé à Novossibirsk.

Le bassin versant de l'Ob couvre au total une superficie d'environ 2 975 000 km2 ; cette aire inclut une zone steppique de 521 000 km2 si peu arrosée qu'elle ne donne lieu à aucun écoulement superficiel et donc ne vient pas renforcer le débit du fleuve. En fonction de la prise en compte ou de l'exclusion de cet espace, ce bassin est le cinquième ou le sixième au monde par l'étendue, après ceux de l'Amazone, du Congo, du Mississippi, du Nil et avant ou après celui de l'Ienisseï. Le bassin est réparti sur le territoire de quatre États : la Russie (73,77 %) et le Kazakhstan (24,71 %) se partageant la quasi-totalité de sa superficie, la Chine (1,51 %) et la Mongolie (0,01 %) n'intervenant que de façon marginale. Il est, en majeure partie (85 %), constitué par la plaine de Sibérie occidentale où les interfluves dominent les vallées des différents cours d'eau seulement de quelques dizaines de mètres (40 à 60 mètres en moyenne). Les seuls reliefs présents sont de petites collines, appelées « grivy », orientées sud-ouest - nord-est. Cette plaine est une zone d'ennoyage ; les sédiments se sont accumulés sur plus de 6 000 mètres d'épaisseur au-dessus des couches de terrains de l'ère secondaire. Ces vastes horizons portent l'empreinte des grandes glaciations avec la présence de nombreuses traînées morainiques et de terrasses fluvio-glaciaires. L'Ob doit d'ailleurs, à ces glaciations, son estuaire au fond duquel il construit un delta, cet estuaire est le témoin d'une côte jadis immergée, lorsque le continent était enfoncé par le poids des glaces s'étendant jusqu'à 110° de longitude est.
Jusqu'à son confluent avec l'Irtych, l'Ob emprunte un ancien chenal glaciaire autrefois occupé par un cours d'eau s'écoulant vers la dépression aralo-caspienne. Le relèvement de la partie sud de la Sibérie a orienté le réseau hydrographique vers le nord. Cette partie méridionale est constituée par les montagnes de l'Altaï et leur avant-pays qui correspondent au « château d'eau » du fleuve même si elles ne représentent guère plus de 10 % de l'aire totale du bassin.
Le bassin hydrographique possède plus de 1 900 cours d'eau pour un linéaire d'environ 180 000 km. Le principal tributaire de l'Ob, l'Irtych, possède, même s'il apporte peu d'eau au fleuve, un vaste bassin de 1 593 000 km2, soit près de 54 % de la superficie totale. Les affluents (et sous-affluents) sont d'amont en aval (superficie du bassin, longueur, débit moyen) :

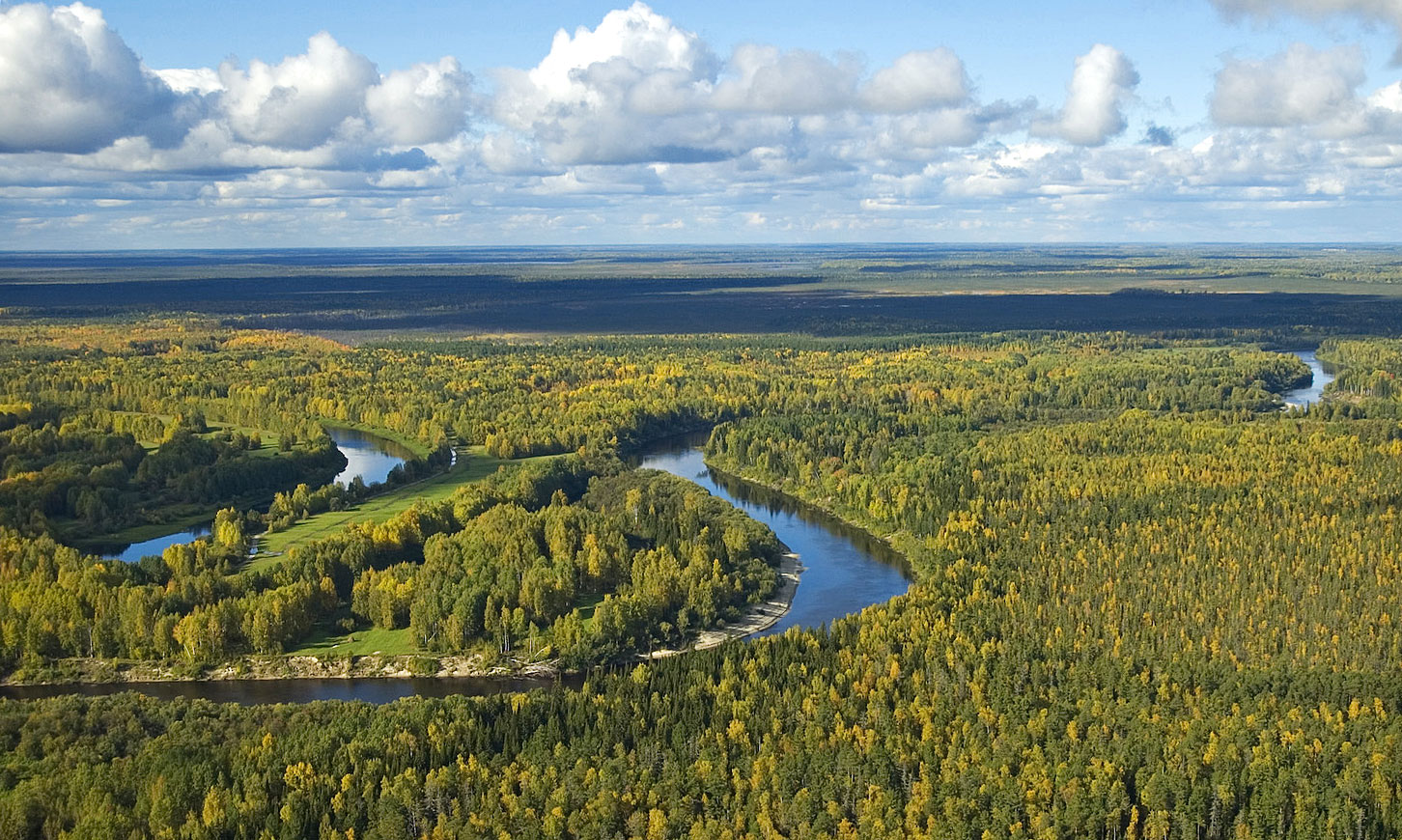
Un des affluents de rive gauche de l'Ob : la Vassiougan.

| Rive gauche : - Tchaïa (27 000 km2, 134 km, 90 m3/s) - Parabel (25 500 km2, 308 km, 123 m3/s) - Vassiougan (61 800 km2, 1 082 km, 345 m3/s) - Grande Iougan (44 900 km2, 1 063 km, 180 m3/s) - Irtych (1 673 470 km2, 4 248 km, 2 980 m3/s) - Om (52 600 km2, 1 091 km, 50 m3/s) - Ichim (177 000 km2, 2 250 km, 83 m3/s) - Tobol (426 000 km2, 1 591 km, 805 m3/s) - Isset (58 900 km2, 606 km, 65,4 m3/s) - Toura (80 400 km2, 1 030 km, 280 m3/s) - Demianka (34 800 km2, 1 160 km, 180 m3/s) - Konda (72 800 km2, 1 097 km, 375 m3/s) - Sosva du Nord (98 300 km2, 759 km, 790 m3/s) | Rive droite : - Tchoumych (23 900 km2, 644 km, 150 m3/s) - Tom (62 000 km2, 827 km), 1 120 m3/s) - Tchoulym (134 000 km2, 1 799 km, 785 m3/s) - Ket (94 200 km2, 1 978 km, 560 m3/s) - Tym (32 300 km2, 950 km, 250 m3/s) - Vakh (76 700 km2, 964 km, 665 m3/s) - Agan (32 200 km2, 544 km, 260 m3/s) - Tromégan (55 600 km2, 581 km, 425 m3/s) - Kazym (35 600 km2, 659 km, 267 m3/s) |

### Climat et hydrologie

Débits mensuels de l'Ob à Barnaoul.

Très vaste, le bassin de l'Ob peut être divisé en trois zones climatiques. Au sud de la ligne Omsk-Tomsk (environ 55° de latitude nord) sévit le climat sibérien méridional à étés chauds (plus de 25 °C en juillet) et hivers rudes (−15 °C en janvier) avec des températures inférieures à 0 °C de 120 à 180 jours par an dans le bassin de l'Irtych, de 180 à 210 jours dans celui de l'Ob - les températures extrêmes peuvent s'élever à plus de 40 °C et descendre à −60 °C . Au nord de cette zone jusqu'à l'estuaire se retrouve le climat sibérien à étés frais (+15 °C en juillet) et hiver sévère (−10 °C en janvier), enfin l'estuaire est affecté par le climat arctique (comme à Novyi Port) où les températures les plus basses atteignent −32 °C en décembre et les plus hautes s'élèvent à +11 °C en juillet. Ces basses températures régnant sur l'ensemble du bassin font que les eaux du fleuve sont prises par les glaces plusieurs mois par an. Dans le cours supérieur, l'Ob est gelé de début novembre à fin avril au niveau de Barnaoul ; à Salekhard, ses eaux sont prises dans les glaces de fin octobre à début juin.
Les précipitations annuelles sont faibles sur la quasi-totalité du bassin - environ 400 mm/an dans le nord, de 500 à 600 mm/an dans la zone du climat sibérien à étés frais, de 300 à 400 mm/an plus au sud (climat sibérien méridional) - et tombent, pour les quatre cinquièmes, au cours de la période estivale limitée à deux mois. Seule la zone montagneuse de l'Altaï reçoit d'abondantes précipitations (de l'ordre de 2 000 mm/an), et, grâce à ses glaciers, alimente abondamment les affluents les plus méridionaux de l'Ob. L'influence du long parcours de plaine est déterminante pour donner au fleuve un débit spécifique médiocre (4,3 l/s/km2) par rapport à l'étendue de son bassin. Très vite arrivé en plaine, l'Ob devient un cours d'eau très lent dont le régime varie très peu du sud au nord et subissant une évaporation assez importante durant la courte, mais parfois chaude, période estivale.
À Barnaoul où le débit moyen atteint 1 488 m3/s tout comme à Novossibirsk où il est de 1 760 m3/s, l'Ob présente encore un régime hydrologique de type nival mixte (montagne et plaine). Plus au nord, il devient un fleuve de plaine dont la faible alimentation est responsable d'une baisse de l'écoulement (l'arrivée de l'Irtych, au très faible débit spécifique, ne modifie pas cette caractéristique). Si les affluents de l'Altaï écoulent de 10 à 20 l/s/km2, l'Ob, avant son confluent avec son principal tributaire, n'assure plus que 7 l/s/km2, puis dans la dernière partie de son cours moins de 5 l/s/km2. Le régime de l'Ob présente alors les caractéristiques du type nival de plaine classique avec de hautes eaux en mai et en juin, des minima de mars à avril. Le coefficient d'excessivité (rapport entre le débit mensuel moyen le plus faible et le plus élevé) diminue du sud vers le nord : à Novossibirsk, le débit du mois de mai peut être vingt fois plus fort que celui de février, à Salekhard, celui de juin n'est que dix fois plus élevé que celui de mars. L'Ob est le moins abondant des trois grands fleuves sibériens (Ob, Ienisseï et Léna) avec un débit moyen de 12 760 m3/s à Salekhard, (la valeur maximale enregistrée étant de 42 800 m3/s, le chiffre minimum de 2 000 m3/s).

## Histoire

### L'histoire récente

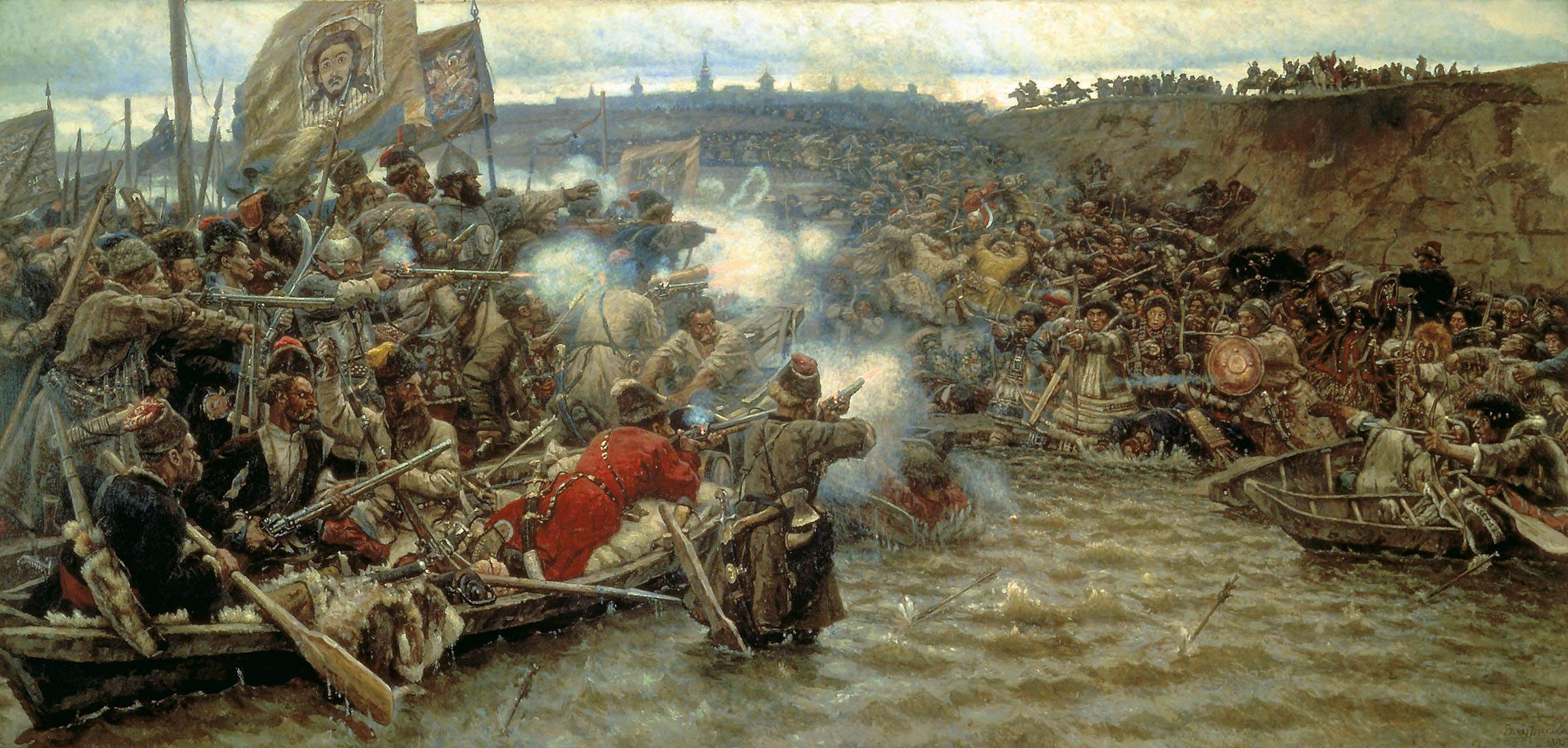
Conquête de la Sibérie par Ermak Timofeïévitch à la fin du XVIe siècle.

Si les peuples paléo-asiatiques occupaient le bassin de l'Ob depuis plusieurs millénaires, les premiers Russes, explorateurs et aventuriers, ne parvinrent pas dans cette région du monde avant la fin du XVIe siècle dans les dernières années du règne d'Ivan le Terrible. Le héros folklorique cosaque, Ermak Timofeïévitch, mena une première expédition dans le bassin méridional de l'Ob, entre 1581 et 1586, prenant possession des terres au nom du tsar après avoir soumis les populations sibériennes. Des forts furent installés, des règlements édictés à Tioumen en 1586, à Tobolsk en 1587, à Obdorsk en 1595, le lieu le plus septentrional atteint par les premiers explorateurs, enfin Tomsk en 1604.
Le cours inférieur du fleuve fut exploré dans la première moitié du XVIIe siècle, un tableau de la navigation de l'Ob du confluent de l'Irtych jusqu'à son embouchure édité en 1667. La grande expédition du Nord, menée entre 1733 et 1743 et placée sous la direction de Vitus Béring, permit d'explorer le long estuaire de l'Ob. La seconde moitié du XVIIIe siècle et l'essentiel du XIXe siècle furent consacrés à l'exploration systématique du bassin et, en particulier, des affluents pour y stimuler les activités et développer le transport. Les études scientifiques commencèrent à la fin du XIXe siècle et furent activement poursuivies au temps de l'URSS avec pour principaux sujets les changements climatiques à long terme et l'évolution des écosystèmes et paysages.

## Aménagements

### Navigation

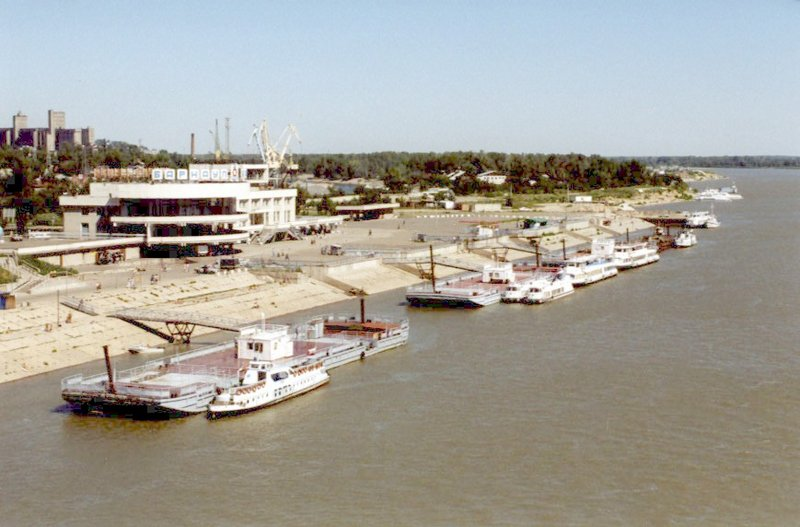
Le port de Barnaoul sur l'Ob.

L'Ob est une voie de communication majeure pour la Sibérie occidentale même s'il n'est navigable que 190 jours par an en moyenne dans son cours supérieur et environ 150 jours dans son cours inférieur. Une bonne partie des marchandises transportées sur le fleuve transite ensuite par la route maritime du nord à travers l'Arctique. Le transport fluvial agit en complémentarité avec le Transsibérien qui assure les liaisons est-ouest entre les grands bassins sibériens, bassin agricole d'Omsk sur l'Irtych et bassin charbonnier du Kouzbass sur le Tom par exemple. Le grand axe ferroviaire franchit l'Irtych à Omsk et l'Ob à Novossibirsk, le Turksib, qui lie l'Asie centrale à la Sibérie, aboutit dans cette dernière ville après avoir traversé l'Ob supérieur à Barnaoul. 
À la fin du XIXe siècle, un ensemble de canaux qui utilisait la rivière Ket a été construit pour mettre en communication le fleuve avec l'Ienisseï, mais il a depuis été abandonné car n'étant pas compétitif par rapport au transport ferroviaire.

### Équipements hydro-électriques
Les possibilités hydroélectriques de l'Ob et de ses affluents sont considérables et estimées à 250 milliards de kWh mais la production est faible en regard de leurs possibilités. L'Ob ne fournit de l'énergie qu'à hauteur de 2 milliards de kWh et l'Irtych de 4 milliards de kWh (la production s'élève à 56 milliards de kWh sur l'Angara et à 44 milliards de kWh sur l'Ienisseï). Les principaux barrages se situent à Novossibirsk sur l'Ob et à Boukhtarma et Öskemen sur l'Irtych. Le premier cité est alimenté par un vaste lac de retenue, le plus important de Sibérie avec une superficie de 5 490 km2 pour une profondeur moyenne de 9 mètres.

## Peuplement et activités

### Population et villes

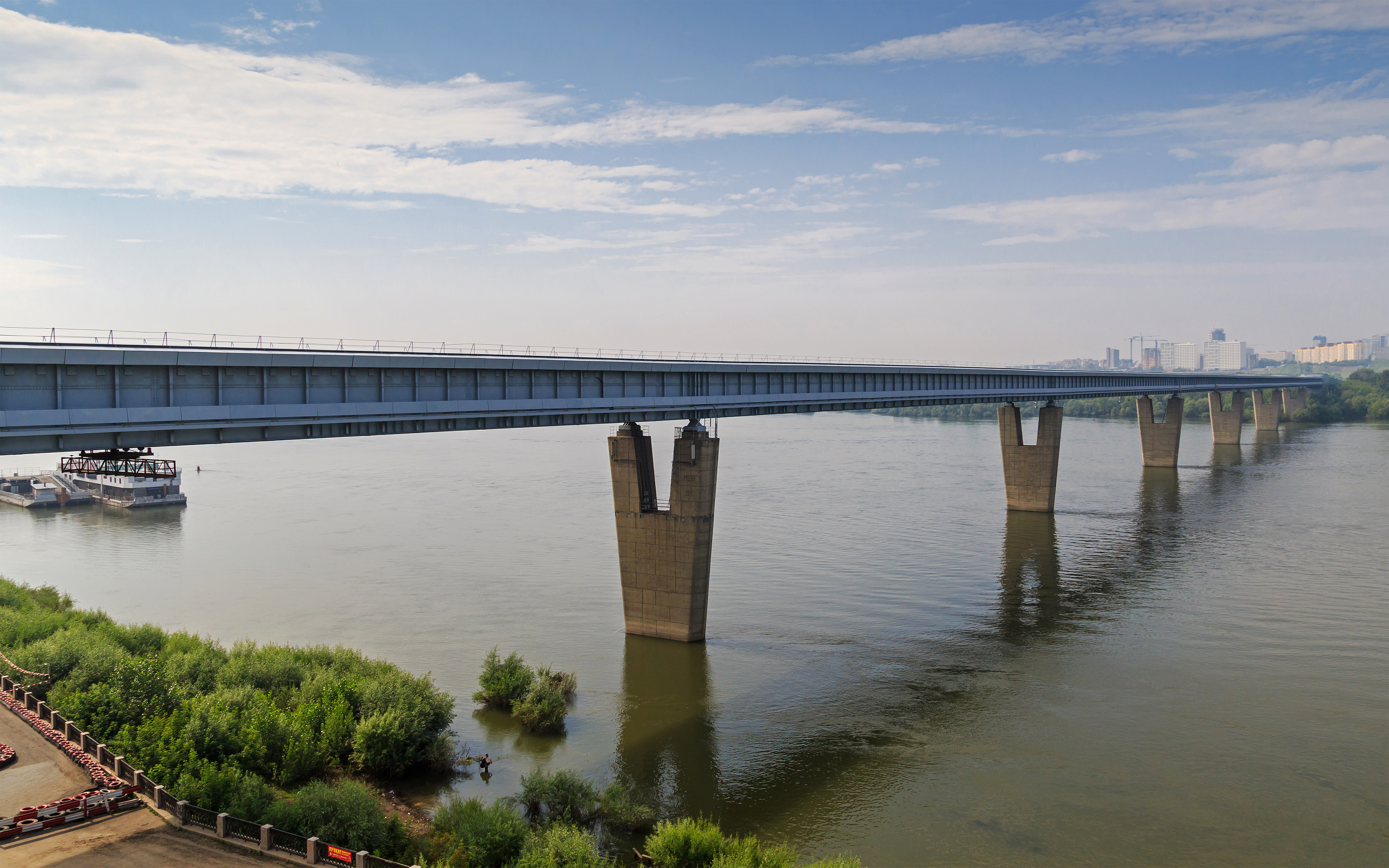
Pont sur l'Ob à Novossibirsk.

Le bassin de l'Ob se localisant à près de 75 % sur le territoire russe et, accessoirement, sur le nord du Kazakhstan, la majorité de la population est composée de Slaves. Il existe néanmoins des peuples non-slaves comme les Kazakhs essentiellement concentrés dans le bassin moyen de l'Irtych, les peuples turcophones Altaï et Chor dans les zones montagneuses méridionales, les Tatars sur le cours de l'Irtych, les Khantys et Mansis sur celui de l'Ob. Dans la partie septentrionale vivent les peuples Nénètse, Nganasan, Énètse et Selkoupe dont certains pratiquent encore le nomadisme. 
La population se concentre pour l'essentiel dans les vallées, les principales villes sont donc installées sur les rives de l'Ob et de ses affluents. De l'amont vers l'aval se situent les agglomérations suivantes :
- Sur l'Ob, Biïsk, Barnaoul, Novossibirsk, Nijnevartovsk, Sourgout, Salekhard.
- Sur le Tom, Tomsk, Séversk.
- Sur la Tioura, Tioumen.
- Sur l'Isset, Iekaterinbourg.
- Sur l'Irtych, Omsk, Tobolsk
- Sur la Tobol, Kourgan.

### Économie
Les activités agricoles et industrielles se sont très fortement développées dans le bassin de l'Ob durant la période soviétique. Aujourd'hui, et malgré un certain repli dans les années 1990, Omsk, Novossibirsk et Barnaoul apparaissent comme des centres industriels majeurs. Le sud du bassin, qui correspond à la zone steppique, est la principale région productrice de blé de printemps de la Russie.
Mais aujourd'hui, c'est surtout l'extraction de pétrole et de gaz naturel dans le centre et le nord du bassin qui fait la richesse de ce vaste espace (près des 2/3 des hydrocarbures russes y sont produits). La principale zone d'extraction se situe dans le district autonome des Khantys-Mansis exploitée depuis 1965 et qualifiée de « troisième Bakou ». Depuis les débuts de la mise en valeur du potentiel du sous-sol, pas moins de 6 milliards de tonnes de pétrole et 500 milliards de m³ de gaz naturel ont été extraits; les difficultés inhérentes à cette région à la nature hostile, le manque d'investissements dans des techniques plus performantes ont conduit à une diminution depuis 1987 de la production (même si elle représente encore près de la moitié de la fédération de Russie pour le pétrole).

## Milieu naturel

### Faune et flore

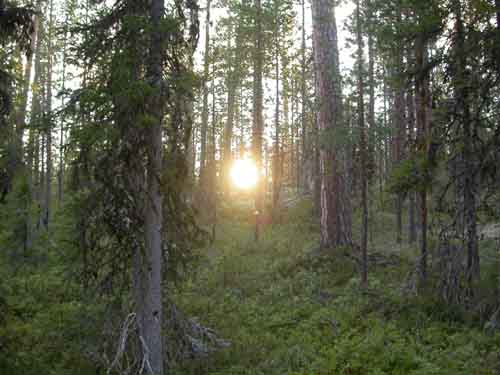
Soleil couchant sur la taïga sibérienne.

Le bassin versant présente des formations végétales variées. Au sud, dans l'espace correspondant au climat sibérien méridional, se développe la prairie sibérienne, steppe gazonnée, accidentée de dépressions salines ou solonetz, de marécages, de bosquets de bouleaux, de trembles et de pins. Le bassin de l'Irtych, sur ses marges sud-occidentales et dans les vallées affluentes du Tobol et de l'Ichim, se situe à la limite du climat semi-aride du Kazakhstan et est le domaine de la steppe où l'arbre n'est plus présent. Plus au nord, la taïga se développe dans le climat sibérien à étés frais et est accidentée de fondrières appelées ourmany, elle précède la toundra qui occupe la partie la plus aval du fleuve et s'étale le long des côtes du long estuaire.
Plus d'une cinquantaine d'espèces de poissons vivent dans le bassin de l'Ob et dans le vaste estuaire. Parmi celles-ci, les plus importantes économiquement se retrouvent des esturgeons, notamment Stenodus leucichthys, et des corégones comme Coregonus muksun, Coregonus nasus ainsi que Coregonus peled. On trouve également des perches, des lottes, des carpes, des brochets et des vandoises. Le gel saisonnier des eaux des cours d'eau dans la partie aval du bassin (du confluent avec le Tym jusqu'au delta) contribue à une forte diminution de l'oxygénation des eaux et entraîne une mortalité élevée chez les poissons.
Parmi les mammifères présents dans la vallée de l'Ob et de ses affluents, il est possible de découvrir de nombreux animaux à fourrure comme le vison d'Europe (Mustela lutreola) et le vison d'Amérique (Mustela vison), l'hermine (Mustela erminea), la loutre, le castor mais également le loup, le renard, l'élan, le lièvre arctique, le rat musqué. Plus de 170 espèces d'oiseaux vivent sur les rives du fleuve et des rivières qui l'alimentent parmi lesquelles de nombreuses perdrix, oies, canards, tétras ou gélinottes.

### Problèmes écologiques
Les problèmes environnementaux de l'Ob et d'un certain nombre de cours d'eau de son bassin hydrographique sont de plusieurs ordres.

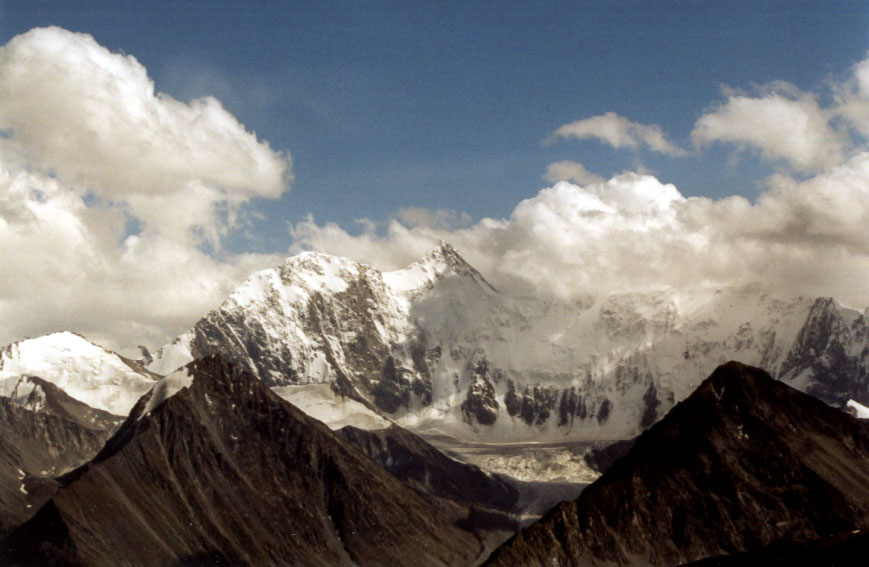
La fonte rapide des glaciers de l'Altaï risque d'entrainer la multiplication des crues de l'Ob.

Le réchauffement climatique général affecte ce cours d'eau au même titre que ses autres homologues sibériens, il provoque une élévation de la température de la merzlota, donc une augmentation de l'épaisseur de la zone active due à la fonte de la glace du sol. Les réserves d'eau dans le sol s'accroissent ainsi que la contribution des eaux souterraines à l'alimentation du système fluvial, ce qui renforce les crues. Les températures plus élevées entraînent également une fonte accélérée des glaciers des hauts espaces montagneux méridionaux (de l'Altaï en particulier) et ainsi un surcroît d'alimentation de l'Ob supérieur. Des observations, menées depuis plusieurs décennies, montrent, durant les années 1980 et 1990, une augmentation du débit de l'Ob, en particulier durant les mois de juillet, août et septembre, et une plus grande fréquence des inondations. L'augmentation du débit de l'Ob comme des autres fleuves sibériens pourrait avoir des conséquences non seulement à l'échelle locale ou régionale mais également mondiale. Un apport supplémentaire d'eau douce dans l'océan Arctique (qui reçoit déjà 10 % des écoulements de la planète) serait susceptible de modifier la circulation des courants marins et entrainerait des variations climatiques planétaires.
Un autre problème affecte le bassin de l'Ob par l'intermédiaire de son principal affluent l'Irtych Le cours supérieur de ce dernier (environ 30 % de sa longueur totale) se situe en Chine qui envisage, depuis 1997, la construction d'ouvrages conduisant à prélever une part importante des eaux de la rivière (au minimum 20 %) destinée à l'irrigation de ses territoires arides du nord-ouest. La région d'Omsk dépend des eaux de l'Irtych, l'affaiblissement de son débit pourrait s'avérer catastrophique, réduisant les volumes de la pêche locale, l'irrigation des champs et privant l'industrie d'une partie de ses approvisionnements. Les conséquences écologiques ne seraient pas moins graves, de nombreuses espèces de poissons seraient susceptibles de disparaître.
La pollution des eaux de l'Ob et de ses affluents par les rejets industriels et urbains s'avère très grave et s'étend. La dégradation de la qualité des eaux était, jusqu'au début des années 1980, surtout localisée dans le cours supérieur de l'Ob et de l'Irtych, c'est-à-dire à proximité des lieux les plus peuplés et les plus industrialisés de la Sibérie occidentale. Aujourd'hui, conséquence du développement des zones d'extraction pétrolière et gazière, la pollution s'est étendue et gagne les régions plus septentrionales. Les accidents d'oléoducs, les fuites et suintements des puits et stations de pompage sont les causes principales de la contamination des cours d'eau et des sols par les hydrocarbures tout comme l'utilisation de réservoirs de stockage creusés dans le limon. Les effets de ces effluents sont d'autant plus inquiétants qu'ils interviennent dans des milieux à faible capacité d'auto-épuration. Un des affluents de rive droite, le Tom, traverse le Kouzbass, le plus important centre d'extraction du charbon en Russie et l'un des hauts lieux de la métallurgie et de l'industrie chimique. Une étude menée par l'Institut des problèmes aquatiques et écologiques et d'autres instituts de la branche sibérienne de l'Académie russe des sciences révèle que cette rivière est fortement exposée à la contamination d'origine anthropique, en particulier immédiatement en aval des grands centres industriels. Les principaux polluants comprennent des nombreux composés organiques (des composés de pétrole, des phénols, des hydrocarbures polycycliques, du formaldéhyde, de l'aniline, des composés chlorés organiques, certaines amines, du naphtalène et ses dérivés, du dibutylphtalate et ses dérivés), de nitrate d'ammonium et d'azote ainsi que certains métaux lourds (cadmium, zinc, chrome, cuivre, etc.). Les concentrations de ces substances dépassent souvent de façon très importante les normes nationales en matière de qualité de l'eau dans les masses aquifères naturelles.